# Regole dell'acquisizione
Le regole dell'acquisizione, nell'universo fantascientifico di Star Trek, rappresentano una raccolta di linee guida, anzitutto economiche, intese a guidare verso il profitto negli affari e la prosperità economica i ferengi, una specie aliena dotata di una società ultracapitalista, descritta in modo ironico e caricaturale.
Le regole sono complessivamente 285 e sono contenute in un libro considerato sacro dai ferengi.
La prima regola fu legiferata da Gint, il primo Grande Nagus dei ferengi, il quale però la numerò al 161, per far sì che aumentasse la domanda per le precedenti regole.
Delle 285 regole ufficiali, solo una piccola parte fanno parte del "canone" di Star Trek, ovvero quelle presenti nelle serie televisive di Star Trek, principalmente negli episodi di Star Trek - Deep Space Nine. Oltre alle cosiddette Regole Canoniche, ne esistono altre che sono state pubblicate dalla Paramount in libri, fumetti e cartoni animati, ma non sono mai state dichiarate ufficiali (prova ne è che esistono versioni alternative per alcune di esse), quindi sono classificate come "semi canoniche". Oltre a queste esistono altre Regole, legiferate durante le "Netquisition", nel corso degli ultimi anni.
La maggior parte delle Regole sono state scritte da Ira Steven Behr, produttore di Star Trek: Deep Space Nine, che le ha pubblicate in un libro, The Ferengi Rules of Acquisition, la cui copertina accredita "Per come Quark le ha dettate a Ira Steven Behr".
Oltre che dalle Regole, la vita dei Ferengi è rigidamente determinata dai Cinque Stadi dell'Acquisizione (infatuazione, giustificazione, appropriazione, ossessione, rivendita).

## Regole canoniche
Le Regole dell'Acquisizione canoniche, ovvero provenienti dai film e dalle serie TV (in particolare da Deep Space Nine), sono le seguenti:
- 1 Una volta ottenuto il denaro, non devi mai restituirlo[1][2]
- 3 Non spendere mai più denaro del necessario per un'acquisizione[3]
- 6 Non lasciare che la famiglia intralci la via al profitto[1][4]
- 7 Tieni sempre le orecchie aperte[5]
- 9 Opportunità più istinto uguale a profitto[6]
- 10 Il profitto è eterno[7]
- 16 Un affare è un affare[8]
- 17 Un contratto è un contratto, ma solo tra Ferengi[9]
- 18 Un Ferengi senza profitto non è un Ferengi[10]
- 19 La soddisfazione non è garantita
- 21 Non mettere mai l'amicizia davanti al profitto[11]
- 22 Un uomo accorto è in grado di sentire quando il profitto è nell'aria[11]
- 23 Niente è più importante della tua salute, tranne che il tuo denaro[12]
- 31 Non prendere mai in giro la madre di un Ferengi[13]
- 33 Non fa male adulare il capo[11]
- 34 La guerra favorisce gli affari[14]
- 35 La pace favorisce gli affari[14]
- 45 Espansione o morte[12]
- 47 Mai fidarsi di chi indossa un vestito migliore del tuo[15]
- 48 Più grande è il sorriso, più affilato è il coltello[11]
- 52 Mai chiedere quando si può prendere
- 57 I buoni clienti sono rari e preziosi, come l'oro. Conservali![16]
- 59 I consigli gratuiti non sono economici[11]
- 62 Più rischiosa è la strada, più grande il profitto[11]
- 74 Conoscenza uguale profitto
- 75 Nella casa trovi l'affetto, nelle stelle il profitto[17]
- 76 Ogni tanto dichiara la pace: confonderà a morte il tuo nemico[18]
- 94 Donne e affari non vanno d'accordo[19]
- 95 Espanditi o muori![20]
- 98 Ogni uomo ha il suo prezzo[21]
- 102 La natura decade ma l'oro è sempre oro[22]
- 103 Il sonno può ostacolare il profitto[11]
- 109 Dignità e tasche vuote non valgono un bel niente[23]
- 111 Devi pensare a un creditore come a un familiare, e sfruttarlo[24]
- 112 Mai fare sesso con la sorella del capo[25]
- 125 Se sei morto non puoi concludere affari[26]
- 139 Le mogli servono, i fratelli ereditano[27]
- 168 Sussurra la tua via al successo[28]
- 190 Ascolta tutto, non credere a niente[29]
- 194 È sempre meglio conoscere i futuri avventori prima che diventino nuovi clienti[30]
- 203 I nuovi clienti sono come le larve: possono essere succulente, ma certe volte mordono![31]
- 208 A volte l'unica cosa più pericolosa di una domanda è una risposta![32]
- 211 Gli impiegati sono i gradini della scala del successo, non esitare a camminarci sopra![33]
- 214 Non cominciare mai un incontro d'affari con lo stomaco vuoto[34]
- 217 Non si può liberare un pesce dall'acqua[35]
- 218 Fai in modo di conoscere sempre ciò che compri
- 229 Il latinum dura più del desiderio[36]
- 239 Non sentirti in colpa per aver descritto male un prodotto[37]
- 263 Non permettere alla tua coscienza di oscurare la tua sete di ricchezza[38]
- 285 Nessuna buona azione resta impunita[39]

## Regole non ufficiali
Molte delle Regole dell'Acquisizione sono in realtà semi canoniche, ovvero non sono presenti nelle serie televisive ma, avallate dalla Paramount, sono state inserite in fumetti, libri (in particolare quelli editi dalla Pocket-Books) e altro.
- 1 È meglio essere temuti che rispettati. Ma se siete temuti anche da coloro che sono rispettati allora i vostri guadagni raddoppieranno
- 2 Non si può raggirare un cliente onesto, ma non fa mai male tentare
- 3 Non comprate mai nulla più del necessario
- 4 Sesso e profitto sono cose di cui non se ne ha mai abbastanza
- 8 Solo un pazzo non tiene conto di una buona opportunità d'affari
- 8 Le clausole in piccolo portano enormi rischi
- 10 Un cliente morto non può comprare come uno vivo
- 10 Mai uccidere un cliente prima di essere sicuri che la sua morte porti più guadagno di quanto avrebbe potuto portarvi lui da vivo
- 11 L'oro non è l'unica cosa che luccica
- 11 Fate affari con un Ferengi dai piccoli lobi e andrete incontro a grandi perdite
- 12 Ciò che vale la pena vendere è meglio venderlo due volte
- 16 Ciò che vale la pena fare, è meglio farlo per soldi
- 14 Una cosa rubata è puro profitto
- 15 Agire da stupido è spesso la cosa più intelligente
- 17 Un buon affare spesso non si rivela tale
- 19 Non mentite troppo presto, dopo una promozione
- 20 Quando il cliente comincia a sudare aumentate il riscaldamento
- 23 Non prendete mai l'ultima moneta, ma assicuratevi di aver preso tutte le altre
- 26 Non c'è nulla di più pericoloso di un onesto uomo d'affari
- 27 La cosa più bella di un albero è ciò che potete farne dopo averlo tagliato
- 28 La moralità viene sempre dettata dalle persone potenti
- 29 Se qualcuno vi dice "non è per soldi", di sicuro sta mentendo
- 30 Parlare costa poco, il sintetolo costa di più
- 32 Fate attenzione a quello che vendete, potrebbe essere proprio quello che il cliente desidera
- 37 Potete sempre ricomprare la reputazione persa
- 38 La pubblicità gratuita è conveniente
- 40 Lei può toccare i tuoi lobi, ma non il tuo oro
- 41 Il profitto è la ricompensa delle proprie fatiche
- 42 Ogni tanto comportati lealmente con i tuoi alleati, così essi ti perdoneranno quando li tradirai
- 42 Entrate in un affare solo quando siete sicuri di trarne profitto
- 43 Accarezzare un orecchio è spesso più convincente di puntare un'arma
- 44 Non confondete mai la bravura con la fortuna
- 44 Mai contraddire una persona con un phaser carico
- 45 Il profitto ha i suoi limiti, le perdite no
- 46 I campi di lavoro sono pieni di gente che si è fidata della persona sbagliata
- 58 Non c'è sostituto per il successo
- 60 Combattete sempre fino all'ultima forza
- 60 Rendete le vostre menzogne credibili
- 65 Che si vinca o si perda, c'è sempre il tabacco Hupyriano
- 69 I Ferengi non sono responsabili per la stupidità delle altre razze
- 79 Fate attenzione all'avidità di sapere dei Vulcaniani
- 82 Più il prodotto è inutile, più il prezzo aumenta
- 85 Non lasciate che la concorrenza scopra a cosa state pensando
- 89 Non chiedetevi che cosa possa fare per voi il profitto, chiedetevi piuttosto cosa potete fare voi per il profitto
- 96 Per ogni regola ne esiste una uguale e contraria
- 97 Abbastanza... non è mai abbastanza
- 99 La fiducia è il più grande debito
- 104 La fede muove le montagne... del magazzino
- 106 Non c'è alcun onore nella povertà
- 113 Fate sempre sesso con il capo
- 121 Tutto è in vendita, anche l'amicizia
- 123 Anche un cieco potrebbe riconoscere il luccichio dell'oro
- 141 Solo i pazzi pagano in contanti
- 144 Non c'è niente di male nella carità... a patto che entri nelle vostre tasche
- 153 Vendi il fumo, non l'arrosto
- 162 Anche nei momenti peggiori, i migliori traggono profitto
- 177 Fate in modo di conoscere i vostri nemici... ma trattate comunque affari con loro
- 181 Neanche la disonestà può oscurare la brillantezza dell'oro
- 189 Lasciate che gli altri badino alla propria reputazione. Voi badate ai loro soldi
- 191 Un Ferengi aspetta sempre che i concorrenti si sbanchino prima di fare la propria offerta
- 192 Mai raggirare un Klingon senza essere sicuri di avere una via di fuga
- 202 La giustificazione per il profitto è il profitto
- 216 Mai scommettere con gli empatici
- 218 Fate attenzione a ciò che comprate
- 218 Fate in modo di sapere sempre le regole del gioco
- 218 Certe volte ciò che vi viene regalato costa in definitiva troppo
- 219 La ricchezza è 11/10 della legge
- 223 Evitate coloro che non danno il giusto peso all'oo-mox
- 236 Non potete comprare il fato
- 242 Molto va bene... tutto è meglio
- 255 Una moglie è un lusso... un bravo contabile una necessità
- 261 Una persona ricca può permettersi tutto, tranne una coscienza
- 266 Nel dubbio, mentite
- 268 Scatola piccola, cose preziose
- 284 In fondo, siamo tutti un po' Ferengi

## Vecchie regole
Alcune delle Regole dell'Acquisizione citate nel corso dell'episodio Acquisizione (Acquisition, 2002) della serie Star Trek: Enterprise (nel quale avviene un primo contatto tra i Ferengi e un equipaggio umano) sono apparentemente in contrasto con quelle che vengono citate nella serie Star Trek: Deep Space Nine; si è supposto quindi che nel corso dei secoli le regole siano destinate a evolversi. Le regole differenti citate nell'episodio sono:
- 23: Niente è più importante della tua salute, eccetto il tuo denaro.
- 45 (invece che 95): Espanditi o muori.
- [numero sconosciuto]: Un uomo vale soltanto la somma dei suoi averi.